# La pareja desigual

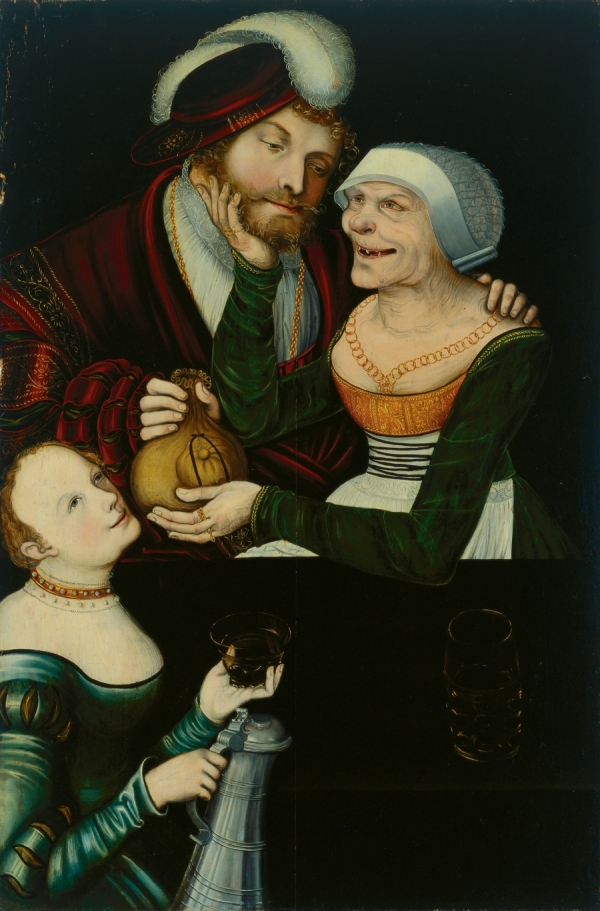
La pareja desigual, Lucas Cranach el Viejo. Óleo sobre tabla,1548, Museo Nacional, Tiflis, Georgia, 85 cm x 57 cm.

La pareja desigual, conocido también como La alcahueta, es un óleo sobre tabla del pintor del Renacimiento alemán Lucas Cranach el Viejo, realizada en 1548. El estilo de la pintura pertenece al Renacimiento nórdico, característico de los pintores alemanes. La pieza está dominada por los tres protagonistas: el hombre joven, que recoge una bolsa de dinero de la satisfecha anciana– la protagonista de la composición, y una joven que celebra el trato sirviendo bebida. El aspecto malvado y decrépito de la vieja capta la atención inmediatamente. Ríe con una boca desdentada mientras acaricia la barba del joven al tiempo que ofrece el pago. En el gótico final y el Renacimiento, los rasgos exagerados, casi grotescos, solían acompañar a las figuras cometiendo actos reprensibles o pecaminosos, dando una lección moral. El tema moralizante de la pareja desigual, popular en el Renacimiento nórdico, donde se muestra una proposición que hace al viejo caer en la lujuria y al joven en la codicia, debió interesar al maestro, pues pintó numerosas versiones. La pintura se encuentra albergada en el Museo Nacional de Georgia, en Tiflis. Sin embargo, tuvo un viaje excepcionalmente largo y peligroso antes de volver al museo. El valor estimado de la obra es de más de 40 millones de dólares.

## Historia
El primer dueño conocido de la pintura fue el Gran Duque Jorge Aleksándrovich de Rusia, que la llevó a Georgia en el siglo XIX. El siguiente propietario fue el coleccionista privado Alexandre Korganoff a principios del siglo XX, que más tarde la vendió al pintor y coleccionista de arte georgiano Dimitri Shevardnadze. Más tarde, Shevardnadze albergó la pintura en la Galería de Arte en Tiflis. En marzo de 1921, el benefactor público, historiador y arqueólogo Ekvtime Takaishvili partió para París, Francia con los miembros del gobierno menchevique georgiano en el exilio después de que el ejército Rojo de la Rusia bolchevique anexionara y pusiera fin a la independencia de Georgia. Takaishvili reunió algunas de las piezas preciosas del Tesoro georgiano y se las llevó con él a Francia, para proteger los objetos nacionales de valor inestimable de las llamas de la guerra. La pintura estuvo protegida en París no solo de los soviéticos sino también de los nazis. Adolf Hitler consideraba a Lucas Cranach el Viejo el pintor alemán con más garbo. Perseguía las pinturas de Cranach y poseyó varios de sus trabajos. En 1946, La pintura regresó sin incidentes a Georgia, junto con otros tesoros. Desde 1969 pasó una década en Moscú para una extensa restauración y finalmente regresó a Georgia sólo para desaparecer misteriosamente en la siguiente década.

### Regreso
En julio de 1994, cinco personas armadas irrumpieron en el Museo de Arte en medio de la noche para apoderarse de La alcahueta junto con otras pocas pinturas renombradas. Los apagones eran rutinarios en la Georgia de los años 1990 y el sistema de alarma también estaba apagado en la noche del robo. Esto facilitó el trabajo a los ladrones, que ataron y encerraron a los guardias uno por uno, por lo que abandonaron el museo sin hacer mucho ruido. El caos generalizado en la ciudad ayudó a los delincuentes a desaparecer junto a su botín. El 10 de mayo de 2004, el fiscal georgiano Valeri Grigalashvili, fue trasladado a la clínica Chapidze por uno de los "ladrones en la ley" más autorizados– Gogi Chikovani. Después de aclarar que no sería acusado, Chikovani ofreció un cambio al fiscal. Aquel mismo año, policía de las fuerzas especiales armada y enmascarada rodeó su casa en Tiflis y entraron a la fuerza. Obligaron a los miembros de la familia a firmar documentos falsificados y robaron todo lo que pudieron. Los elementos que robó la policía incluyeron el crucifijo y anillos de la familia de Chikovani, que no tenían precio para él. Prometió regresar la pintura a cambio de estos elementos. Según lo prometido, la policía estatal georgiana encontró la obra cerca del palacio Matrimonial en el terraplén izquierdo del río Mtkvari. Exactamente una década después de su desaparición, la obra fue devuelta al gobierno y colocada nuevamente en el Museo Nacional de Georgia.